# ATC kód V08
ATC kód V08 Kontrastní látky je hlavní terapeutická skupina anatomické skupiny V. Různé.

## V08A Rentgenkontrastní látky jodované

### V08AA Vodorozpustné vysokoosmolární nefrotropní rtg-kontrastní látky
V08AA05 Kyselina ioxitalamová

### V08AB Vodorozpustné nízkoosmolární nefrotropní rtg-kontrastní látky
V08AB02 Iohexol
V08AB03 Kyselina ioxagliková
V08AB04 Iopamidol
V08AB05 Iopromid
V08AB07 Ioversol
V08AB09 Iodixanol
V08AB10 Iomeprol
V08AB11 Iobitridol

### V08AD Ve vodě nerozpustné rentgenkontrastní látky
V08AD01 Ethylestery jodovaných mastných kyselin

## V08B Rentgenkontrastní látky nejodované

### V08BA Rentgenkontrastní látky obsahující síran barnatý
V08BA01 Síran barnatý se suspendující látkou

## V08C Kontrastní látky pro vyšetření magnetickou rezonancí

### V08CA Paramagnetické kontrastní látky
V08CA01 Dimeglumin gadopentetat
V08CA02 Kyselina gadoterová
V08CA03 Gadodiamid
V08CA04 Gadoteridol
V08CA05 Mangafodipir
V08CA08 Dimeglubin gadobenát
V08CA09 Gadobutrol

### V08CB Superparamagnetické kontrastní látky
V08CB03 Oxid železnatý, nanočástice

## V08D Kontrastní látky pro vyšetření ultrazvukem

### V08DA Kontrastní látky pro vyšetření ultrazvukem
V08DA01 Mikročástice s albuminem
V08DA05 Fluorid sírový

## Poznámka
- Registrované léčivé přípravky na území České republiky.
- Informační zdroj: Státní ústav pro kontrolu léčiv, Všeobecná zdravotní pojišťovna.